# Heinz Altschäffel
Heinz Altschäffel (* 12. Januar 1934 in Schweinfurt) ist ein deutscher Maler.

## Werdegang
Altschäffel studierte von 1955 bis 1957 an der Kunstschule Würzburg, von 1958 bis 1959 an der Akademie der Bildenden Künste München sowie von 1959 bis 1964 bei Fritz Griebel und Johannes Hess an der Akademie der Bildenden Künste Nürnberg. Seit 1964 ist er als freiberuflicher Maler tätig.
Träger des Unterfränkischen Kulturpreises 2011.

## Ausstellungen
- 1989 Altschäffel: Bilder vom Menschen, Städtische Galerie Würzburg
- 1990 Figur und Raum, Städtische Sammlungen Schweinfurt
- 1998 Heinz Altschäffel, Norbert Kleinlein: Dialog Marburger Universitätsmuseum, Museum für Bildende Kunst (1999 auch: Städtische Sammlungen Schweinfurt)
- 2004 BBK-Galerie im Kulturspeicher, Würzburg (mit Norbert Kleinlein)
- 2008 Gruppe Schweinfurter Künstler: Malerei, Plastik, Grafik, Film, Halle Altes Rathaus, Museen und Galerien der Stadt Schweinfurt